# Daily news
daily news（デイリー・ニュース）は、日本の女性歌手、華原朋美の13枚目のシングル。小室哲哉プロデュースによる楽曲は、これが最後のシングル作品となった。

## 解説
- 1998年10月21日リリース。3rdアルバム「Nine cubes」の先行シングル。
- 本人出演 JT「桃の天然水」CMソング。
- 初のマキシシングルで値段は8cmシングルより高いが、収録曲数は少ない。
- 本人が同年夏に海に行ったことから生まれた曲であり、不景気な世の中を明るくしようというコンセプトの楽曲である。
- PVはイラストで描かれた街並みをバックに華原が出演するシンプルな映像でショートサイズで制作されたが、前作同様に商品化はされていない。
- 1998年紅白歌合戦での歌唱曲。

## 収録曲
作詞・作曲・編曲：小室哲哉、ミキシング：Dave Ford
1. daily news [Straight Run]
2. daily news [Intensive Remix]
  - リミックス：Dave Ford
  - Additional Production：Errol Reid
3. daily news [Instrumental]

## 収録アルバム
- 3rdアルバム「nine cubes」

daily news [Straight Run]
ベスト・アルバム
- 「Natural Breeze 〜KAHALA BEST 1998-2002〜」

daily news [Straight Run]
- 「Super Best Singles 〜10th Anniversary〜」

daily news [Straight Run]
ALL TIME SINGLES BEST

daily news [Staright Run]